# Jean de Carrouges
Pour les articles homonymes, voir de Carrouges.
Jean de Carrouges (ou Jehan IV de Carouge), né à Carrouges dans les années 1330, au début de la Guerre de Cent Ans, et mort à la bataille de Nicopolis le 25 septembre 1396, est un chevalier français, chambellan du comte Pierre II d'Alençon (un petit-neveu de Philippe Le Bel). Il est probablement à l'origine du château de Carrouges.

## Biographie

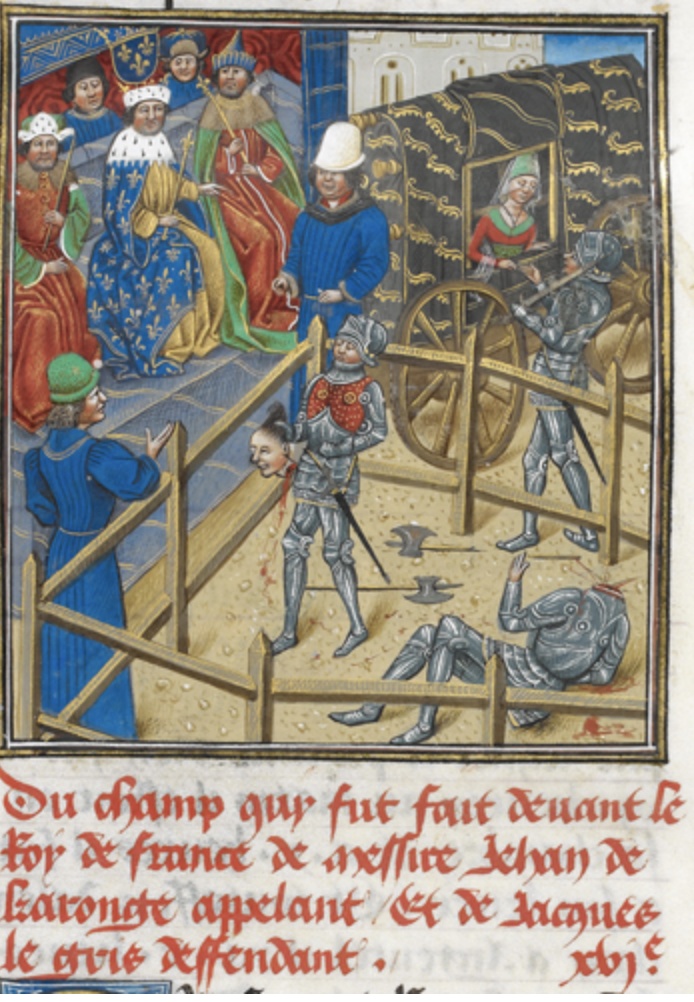
Duel entre Jacques Le Gris et Jean de Carrouges.

En 1356, le roi de France, Jean II le Bon, est fait prisonnier par Édouard III d'Angleterre à la bataille de Poitiers sous les yeux du père du petit Jehan III, qui deviendra capitaine et vicomte de Bellême à la suite de cette bataille. L'année d'après, Jehan le jeune est nommé page à la cour d'Alençon et reçoit son épée (adoubement).
Le 10 mai 1364, alors que le roi de France Charles V le Sage est sacré à Reims, le jeune Jehan IV de Carrouges fait ses premières armes en tant qu'écuyer, aux côtés de Bertrand Du Guesclin à la bataille de Cocherel.
Il est marié à Jehanne de Tilly de 1371 à 1378. Le jour de Pâques 1380, Jehan de Carrouges est de retour des campagnes en Cotentin dans lesquelles il s'était engagé à la suite du décès de sa première épouse. Il se remarie à Marguerite de Thibouville la même année.
En janvier 1386, Jehan IV de Carrouges rentre d'une expédition en Écosse où il servait sous les ordres de l'amiral Jean de Vienne. Alors qu'il va rendre compte de cette expédition au jeune roi de France Charles VI, qui règne encore sous la tutelle de ses oncles, sa jeune épouse subit un viol commis par le favori du comte d'Alençon, Jacques le Gris. Afin de sauver son honneur et celui de Marguerite, Carrouges  fait appel au Parlement de Paris, et, pour faire valoir son droit, met sa vie en jeu dans un judicium dei, le dernier duel judiciaire ayant eu lieu en France (le dernier duel d'honneur a lieu en 1547, opposant Guy Chabot de Jarnac à François de Vivonne). Carrouges sort victorieux du duel en tuant Jacques le Gris, le 29 décembre 1386.
Le 10 novembre 1390, au retour d'un pèlerinage entrepris quelques mois plus tôt en Terre sainte, aux côtés de son ami, le chevalier Jehan Le Meingre surnommé Boucicaut, Carrouges est fait chevalier d'honneur du roi. En août 1392, survient sous ses yeux la première crise de folie du roi Charles VI, dans une forêt non loin du Mans.
À Pâques 1396, Jehan de Carrouges part en croisade contre les Ottomans sous les ordres du jeune duc de Nevers (Jean sans Peur). En septembre, il trouve la mort à la bataille de Nicopolis.
Sa famille se prolongera par celle des Le Veneur de Tillières jusqu'en 1963. Celle-ci reçoit en effet la terre et le château de Carrouges dont elle reste propriétaire jusqu'en 1936, année où le dernier représentant de la lignée les cède à l'État.

## Postérité
Le réalisateur britannique Ridley Scott, dans son film Le Dernier Duel (The Last Duel) (2021), a porté à l'écran une adaptation du roman historique d'Éric Jager, lui-même inspiré par la chronique du duel judiciaire entre Jacques le Gris et Jean de Carrouges que Jean de Wavrin en avait faite, près de cent ans plus tard. L'acteur américain Matt Damon y interprète le rôle de Jean de Carrouges, Jacques le Gris est interprété par Adam Driver et Marguerite de Thibouville par Jodie Comer.

## Généalogie
- Jehan II de Carrouges (v. 1285 - † ?), épouse Du Colombiers, dame de St Nicolas
  - Jehan III de Carrouges, capitaine et vicomte de Bellême (1325 - † 1382), épouse Nicolette Bouchard, dame de Ménil-Mauger (1328 - † ?)
    - Jehan IV de Carrouges, seigneur de Carrouges, chevalier d'honneur de Charles VI (v. 1330 - † 1396), épouse en premières noces vers 1370 Jehanne de Tilly, dame de Chambois (1350 - † 1378)
      - Colin de Carrouges (1372 - † 1376)
      - Jehannette de Carrouges, dame de Messei (1376 - † 1421) époux Robert de Cagny  (1375 - † ?) chambellan et historiographe de Jean II d'Alençon
        - Jehanne de Cagny, héritière de Carrouges (1410 - † 1461) époux Guillaume Blosset dit le Borgne, chambellan de Jean II d'Alençon (v. 1385 - † 1445)
          - Jean Blosset (1431 - † 1507) SP
          - Marie Blosset (1432 - † 1506) époux en 1450 Philippe le Veneur (1413 - † 1486)
          - Marguerite Blosset, mariée avec Robert VIII d'O, échanson de Charles Ier de Bourbon

    - Jehan IV de Carrouges, seigneur de Carrouges, chevalier d'honneur de Charles VI (v. 1330 - † 1396), épouse en secondes noces vers 1380 Marguerite de Thibouville, dame de Fontaine la Sorel (1362 - † 1424)
      - Robert de Carrouges, chevalier et seigneur de Fontaine-la-Soret (1386 - † 1448) SP
      - Thomas de Carrouges, chevalier (1388 - † 1419) le 15 novembre à Honfleur SP
      - Jean de Carrouges, chevalier (1389 - † 1424) le 17 août à Verneuil SP